# Roberto Petto Gomes
Roberto Petto Gomes, conhecido popularmente apenas como Petto (Limeira, 18 de maio de 1960) é um médico e político brasileiro, prefeito do município de Teresópolis entre 2003 e 2008 e vice entre 2001 e 2003. Atualmente é Secretário de Saúde de Guapimirim, além de já ter exercido outras funções, como chefe do Instituto Médico Legal (IML) de Teresópolis, diretor do Hospital das Clínicas de Teresópolis (HCT), secretário de Saúde e professor no curso de medicina na Unifeso.
Roberto Petto iniciou sua carreira política em 1996, ao disputar as eleições municipais de Teresóplis como prefeito pelo Partido Trabalhista Brasileiro (PTB). Com o slogan "Acorda, Terê", Petto surpreendeu com 20.966 votos, porém foi derrotado pelo candidato Mário Tricano. No ano 2000, disputou as eleições municipais daquele ano como vice-prefeito na chapa de Mário Tricano pelo Partido do Movimento Democrático Brasileiro (PMDB), que foi eleita com 39 mil votos. Três anos após a eleição Tricano renunciou a prefeitura e, na qualidade de vice, Petto assumiu o governo para cumprir o mandato. Ao assumir a prefeitura, Roberto Petto implementou diversas mudanças na gestão da cidade. Tais mudanças refletiram positivamente na cidade, impulsionando sua campanha às eleições municipais de 2004, quando candidatou-se a prefeito pelo Partido Democrático Trabalhista (PDT) em chapa com Afaf Ribeiro como vice-prefeita, que havia antecedido seu cargo de vice no mandato de Tricano entre 1997 e 2001. Petto recebeu 35.585 votos, vencendo por ampla vantagem seus concorrentes. Durante seus governos, o turismo, a educação e o funcionalismo público tiveram destaque.

## Biografia

### Profissional e política
Roberto Petto nasceu no município de Limeira, localizado no estado de São Paulo, em 18 de maio de 1960. Com ensino superior completo, exerce a função de médico, com especialização em urologia. Ingressou na carreira política em 1996, no município de Teresópolis, interior do Rio de Janeiro, como candidato a prefeito pelo Partido Trabalhista Brasileiro (PTB). Ficou marcado por sua campanha com o slogan "Acorda, Terê", e com 20.966 votos assumiu o terceiro lugar neste pleito, com pequena diferença para os primeiros candidatos.
No ano de 2000, aliou-se a Mário de Oliveira Tricano para as eleições municipais daquele ano pelo Partido do Movimento Democrático Brasileiro (PMDC). A chapa Tricano/Petto foi eleita com 39.976 votos (dos 99.491 que votaram naquela ocasião). A posse ocorreu em 1 de janeiro do ano seguinte, sendo Petto o vice-prefeito de Tricano. No entanto, Tricano viria a renunciar em abril de 2003, e sob a qualidade de vice-prefeito, Petto assumiu a prefeitura de Teresópolis, cumprindo o mandato até o fim, governando por um ano e oito meses.
Em 2004, ainda cumprindo seu primeiro mandato como vice-prefeito na condição de prefeito, Petto lançou sua candidatura oficial à Prefeitura de Teresópolis, montando sua chapa junto com Afaf Francis Ribeiro, que já tinha sido vice-prefeita de Tricano entre 1997 e 2001, chegando a assumir a prefeitura por alguns meses, em caso parecido com o de Petto. Petto, agora filiado ao Partido Democrático Trabalhista (PDT) foi eleito com cerca de 35.585 votos dos 94.292 válidos, vencendo por ampla vantagem sobre o segundo colocado, o ex-prefeito Celso Dalmaso, que obteve 21.368 votos, e sobre o futuro prefeito Jorge Mário, que obteve 18.885 votos e que viria a substituir Petto quatro anos depois.

### Prefeito de Teresópolis (2005—2009)
Um dos primeiros problemas enfrentados pelo governo foi a favelização. Petto anunciou a construção de 50 casas populares com custo de 650 mil reais para tentar amenizar o problema. Segundo um levantamento do IBGE, Teresópolis possuía cerca de 24% da população vivendo nas favelas, índice maior que o da capital do estado.
Petto reformulou sua equipe de secretários, que passou por pequenas mudanças, em 3 de janeiro de 2006. A equipe que permaneceu inclui Luiz Cláudio da Costa (Administração), Sandro Dias (Agricultura), Sidley Fernandes Pereira (Assistência Judiciária e Assessoria Jurídica), Lisemara Guedes (Comunicação Social), Fábio Cunha Cardoso (Controle Interno), Paulo Roberto Pinheiro (Defesa Civil), Noel Teixeira (Fazenda), Israel dos Santos Couto (Gestão de Pessoal), Jorge Farah (Indústria e Comércio), Anderson da Conceição Silva (Meio Ambiente), Antônio de Pádua dos Santos (Obras), Elso Heleno Borges Carvalho (Planejamento), Rosângela Bragança de Pina (Procuradora Geral), Roberto Lenzi (Serviços Públicos) e Aniko Santos (Turismo). Os novos secretários municipais foram Iracema Toledo Braga (Desenvolvimento Social), Maria do Rosário Grandini Carneiro (Educação), Mário Silva e de Saúde (Esportes e Lazer) e Paulo Camandaroba (Saúde). O setor de educação foi uma das prioridades escolhidas. Durante os dias 3, 4 e 5 de julho de 2006, Roberto Petto inaugurou e reformou sete escolas e quatro creches, além de padronizar os uniformes, dentro dos festejos em decorrência dos 115 anos de Teresópolis. Um marco de sua administração foi a reforma e modernização do Ginásio Poliesportivo Pedro Jahara, conhecido popularmente como 'Pedrão', 25 anos após sua inauguração, em 2007. A reforma promoveu o Desafio Internacional de Futsal entre Brasil e Uruguai, dando destaque a Teresópolis no cenário esportivo e turístico. Outro destaque da administração Petto foi a ornamentação de Natal, coordenada pela primeira-dama Edna Petto. O Natal na cidade ganhou destaque à época e Teresópolis chegou a ser colocada numa lista de 27 roteiros para o Natal, da Folha de S. Paulo.
O fim de mandato de Petto se deu em 1 de janeiro de 2009 com o processo de transição de governo para o então prefeito eleito nas eleições de 2008, Jorge Mário Sedlacek. A cerimônia foi feita no Palácio Teresa Cristina, com a presença da imprensa, convidados e da população.

## Controvérsias
Em 15 de abril de 2009, o Ministério Público Federal moveu uma ação de improbidade contra Roberto Petto e Mário Tricano por não implantaram uma Unidade Tratamento Intensivo (UTI) Neonatal, apesar de haver um convênio com o Hospital das Clínicas de Teresópolis em 2001. Em 7 de outubro de 2009, o então prefeito Jorge Mário criticou a administração de Petto, alegando que o ex-prefeito teria deixado dívidas de 23 milhões de reais e orçamento de 54 mil. Em 2 de fevereiro de 2012 a justiça condenou Petto a devolver R$ 385 mil aos cofres públicos por improbidade administrativa no aluguel da Casa de Saúde Nossa Senhora de Fátima, que já estava proibida de firmar contratos com a administração pública. O contrato, sem licitação e firmado em 2006, tinha valor de 55 mil reais por mês, pagos um ano antes da desapropriação do imóvel. Em 12 de março de 2012, a justiça condenou Mário Tricano e Roberto Petto por improbidade administrativa no mandato de prefeito e vice prefeito que exerceram entre 2001 e 2005. A sentença seria a devolução de 707 mil reais ao município (sendo a quantia de R$ 198.980,89 sob responsabilidade de Petto), em ação popular que questionou uma lei municipal que concedeu ao prefeito e ao vice aumento em seus subsídios de 71,43%, em 30 de novembro de 2000. A inlegibilidade da lei se dá ao fato que à época da aprovação, o funcionalismo público estava a cinco anos sem reajuste.
Nas eleições de 2016, Petto se envolveu em algumas polêmicas. Em 4 de agosto, a revista Veja revelou que Petto declarou à Justiça Eleitoral que mantém 800 mil reais em dinheiro vivo, guardados sob o próprio colchão. Isso corresponde a 46% do 1,7 milhão de reais que ele declarou como patrimônio total, superando o valor de 541 014 reais estipulados como teto para a campanha de prefeito em Teresópolis. Em 30 de agosto, a Justiça Eleitoral mandou recolher o "Teresópolis Jornal" das bancas, de propriedade por Petto. A edição de 26 de agosto do jornal teria citado o então prefeito Mário Tricano como “bandido” e ainda relacionado o candidato Luis Ribeiro ao cassado Arlei Rosa, ambos concorrentes de Petto na eleição municipal.